# Jouy-sur-Morin
Jouy-sur-Morin is een gemeente in het Franse departement Seine-et-Marne (regio Île-de-France) en telt 2000 inwoners (2005). De plaats maakt deel uit van het arrondissement Provins.

## Geografie
De oppervlakte van Jouy-sur-Morin bedraagt 18,4 km², de bevolkingsdichtheid is 108,7 inwoners per km².
De onderstaande kaart toont de ligging van Jouy-sur-Morin met de belangrijkste infrastructuur en aangrenzende gemeenten.

## Demografie
Onderstaande figuur toont het verloop van het inwonertal (bron: INSEE-tellingen).